# Cat Lion
Cat Lion ist ein Country-Pop-Projekt der österreichischen Sängerin und Songwriterin Clara Löw.

## Werdegang
Löw wurde in Bad Ischl geboren und hat Wirtschaftswissenschaften studiert. Sie trat ab 2022 zunächst auf Truck- und Country-Festivals in Europa auf und spielte 2024 bei den International Country Music Awards in Texas. Im gleichen Jahr nahm sie im Sound Emporium Studio in Nashville elf Eigenkompositionen mit Session-Musikern wie Dan Dugmore und Michael Rojas auf. Das Album On My Cloud wurde im Juni 2025 in der ORF-Sendung Seitenblicke  vorgestellt.
Clara Löw ist mit Peter Löw verheiratet und lebt mit ihrer Familie in Starnberg und auf Schloss Hofhegnenberg.

### Stil
Cat Lion kombiniert modernes Nashville-Country mit Pop-Hooks und Americana-Elementen. Charakteristisch sind eingängige Refrains, Pedal-Steel-Gitarren und Löws klare Alt-Stimme.

## Diskografie
- 2025: On My Cloud (My Redemption Records / Cargo Records)